# Sigfrid Bengtsson
Sigfrid Bengtsson, svensk politiker (folkpartist). Han var ordförande i Sveriges liberala studentförbund mellan 1951 och 1953 och redaktör för Liberal Debatt 1956.